# Juncus bulbosus
Espèce
Classification APG III (2009)
Statut de conservation UICN

 LC  : Préoccupation mineure
Juncus bulbosus est une espèce de joncs, plantes des milieux humides. Elle est de la famille des Juncaceae et est de type hémicryptophytes. Il est typique des milieux oligotrophes. En français, il est appelé le jonc bulbeux ou jonc couché.

## Caractéristiques
Le jonc bulbeux est une plante de 5 à 30 cm sans rhizome. Il est de nature cespiteux c’est-à-dire en touffe. Le renflement basal est de type bulbiforme et la tige peut atteindre 1 m dans le cas où la plante est submergée ou flottante. La phyllotaxie est dite basale, les feuilles sont cylindriques voire un peu aplaties. La région dorsale du limbe est caniculée. L’inflorescence représente une cyme de 3 à 20 glomérules.

### Reproduction
Le jonc bulbeux est une plante hermaphrodite. Son mode de dispersion du pollen est appelé anémogamie tandis que son mode de dispersion des graines est appelé épizoochorie. La floraison se réalise de juillet à octobre.

## Écologie
Le jonc bulbeux se développe sur le rives tourbeuses ou sablonneuses, en bordure des étangs et des ruisseaux. Il pousse jusqu'à une altitude de 200 mètres.
Originaire d'Europe et d'Afrique du Nord. On le soupçonne d'être introduit en Amérique du Nord. L'espèce est présente en Colombie-Britannique, à Terre-Neuve et Labrador, en Nouvelle-Écosse, en Oregon, et dans l'état de Washington.